# Carlos Fernández Santander
Carlos Fernández Santander (La Coruña, 1944) es un periodista e historiador español.
Hijo de un prestigioso militar, perdió a su padre en la infancia, trasladándose a estudiar a Madrid, al Colegio de Huérfanos del Ejército, donde permaneció ocho años. Regresó a su ciudad natal en la década de 1960, estudiando Náutica y obteniendo el título de capitán de la Marina Civil.
En su faceta periodística, Carlos Fernández ha sido redactor de La Voz de Galicia y ha colaborado en las revistas Defensa, Historia 16, Naval, Cambio 16, El Ciervo, La Aventura de la Historia, así como en Diario 16. En el medio radiofónico, fue comentarista de Antena 3 Galicia y Radiovoz.
Ha sido también documentalista cinematográfico, faceta por la que recibió cerca de medio centenar de premios, como El Bosco de Oro, el primer premio del Festival Internacional de Cala D'Or o el Gran Premio Castelo d'Ouro (Lisboa). Ha sido también guionista de televisión, contando en su haber con los guiones de "O monacato en Galicia" (para la televisión autonómica gallega) y "¿Lembraste? (crónica sentimental del franquismo)".
En su faceta de historiador, se ha centrado fundamentalmente en la Guerra Civil y el franquismo, casi siempre con una óptica gallega, con obras como:
- El Alzamiento de 1936 en Galicia: datos para una historia de la guerra civil (1982);
- Los militares en la transición política española (1982);
- Paracuellos del Jarama: ¿Carrillo culpable? (1983);
- Antología de cuarenta años (1936-1975) (1983);
- El almirante Carrero (1985);
- Tensiones militares durante el franquismo (1985);
- La persecución de Castelao durante el franquismo (1986);
- El franquismo y transición política en Galicia (1986);
- Bibliografía de la novela de la guerra civil y el franquismo (1996);
- El crucero en la Armada española (1993);
- Alzamiento y Guerra Civil en Galicia (2000);
- Casares Quiroga, una pasión republicana (2000);
- El exilio gallego de la guerra civil (2003);
- El general Franco: un dictador en un tiempo de infamia (2005).

También dirigió la reedición comentada de Galicia Mártir - Episodios del terror blanco en las provincias gallegas, en 2005, publicada como Galicia bajo la bota de Franco. Galicia Mártir, publicada en París y Argentina en 1938, narra la sublevación militar y la feroz represión en las provincias de Pontevedra y La Coruña entre agosto y diciembre de 1936. Se desconoce quién se escondía tras el pseudónimo "Hernán Quijano", autor de la obra, si bien Fernández cita como posibles autores a Luis Seoane y Manuel Domínguez Benavides.
Ha obtenido el premio "Ejército" del Ministerio de Defensa y los premios "Wesceslao Fernández Flórez" y "Julio Camba" de periodismo.